# Стекольщик
Стеко́льщик — специалист, занимающийся резкой стёкол (зеркал).
В качестве инструмента используются стеклорезы различных видов (алмазные и твердосплавные), линейки и метры — для отмеривания, угольники — для проверки прямых углов (в случае прямолинейной резки). Резка стекла производится, как правило на столе, который должен быть исключительно ровным, в противном случае повышается брак: стекло колется неровно. Стекольщики делают как прямолинейные, так и криволинейные нарезки. Существует множество способов ручной резки стекла. В промышленных масштабах стекло режется на специальных станках, однако разламывают его всё равно вручную.
Также стекольщик производит остекление окон, балконов (лоджий) и изготовление шлифовальной стеклянной бумаги.